# Collegio plurinominale Sicilia - 01 (2017)
Il collegio elettorale plurinominale Sicilia - 01 è stato un collegio elettorale plurinominale della Repubblica Italiana per l'elezione del Senato tra il 2017 ed il 2022.

## Territorio
Come previsto dalla legge elettorale italiana del 2017, il collegio era stato definito tramite decreto legislativo all'interno della circoscrizione Sicilia.
Il collegio comprendeva la zona definita dai cinque collegi uninominali Sicilia - 01 (Palermo - Resuttana - San Lorenzo), Sicilia - 02 (Palermo - Bagheria), Sicilia - 03 (Marsala), Sicilia - 04 (Agrigento) e Sicilia - 05 (Gela).

## Dati elettorali

### XVIII legislatura
Come previsto dalla legge elettorale, 193 senatori erano eletti in 33 collegi plurinominali con ripartizione proporzionale a livello regionale tra le coalizioni e le singole liste che avessero superato la soglia di sbarramento stabilita.
Nel collegio venivano eletti 14 senatori.
| Liste          | Liste                                | Proporzionale | Proporzionale | Proporzionale | Maggioritario | Maggioritario | Maggioritario |  |
| Liste          | Liste                                | Voti          | %             | Seggi         | Voti          | %             | Seggi         |  |
| -------------- | ------------------------------------ | ------------- | ------------- | ------------- | ------------- | ------------- | ------------- |  |
|                | Movimento 5 Stelle                   | 523 620       | 47,30         | 4             | 523 620       | 47,30         | 5             |  |
|                | Forza Italia                         | 234 326       | 21,17         | 2             | 363 506       | 32,83         | –             |  |
|                | Lega                                 | 61 268        | 5,53          | 1             | 363 506       | 32,83         | –             |  |
|                | Fratelli d'Italia                    | 38 020        | 3,43          | –             | 363 506       | 32,83         | –             |  |
|                | Noi con l'Italia – UDC               | 29 892        | 2,70          | –             | 363 506       | 32,83         | –             |  |
|                | Partito Democratico                  | 123 023       | 11,11         | 1             | 146 268       | 13,21         | –             |  |
|                | +Europa                              | 13 716        | 1,24          | –             | 146 268       | 13,21         | –             |  |
|                | Civica Popolare                      | 5 301         | 0,48          | –             | 146 268       | 13,21         | –             |  |
|                | Italia Europa Insieme                | 4 228         | 0,38          | –             | 146 268       | 13,21         | –             |  |
|                | Liberi e Uguali                      | 36 879        | 3,33          | 1             | 36 879        | 3,33          | –             |  |
|                | Il Popolo della Famiglia             | 13 981        | 1,26          | –             | 13 981        | 1,26          | –             |  |
|                | Potere al Popolo!                    | 8 179         | 0,74          | –             | 8 179         | 0,74          | –             |  |
|                | Italia agli Italiani (FN - MSFT)     | 6 763         | 0,61          | –             | 6 763         | 0,61          | –             |  |
|                | CasaPound                            | 4 129         | 0,37          | –             | 4 129         | 0,37          | –             |  |
|                | Partito Valore Umano                 | 1 732         | 0,16          | –             | 1 732         | 0,16          | –             |  |
|                | Partito Repubblicano Italiano – ALA  | 1 313         | 0,12          | –             | 1 313         | 0,12          | –             |  |
|                | Lista del Popolo per la Costituzione | 750           | 0,07          | –             | 750           | 0,07          | –             |  |
| Totale         | Totale                               | 1 107 120     | 100           | 9             | 1 107 120     | 100           | 5             |  |
|                |                                      |               |               |               |               |               |               |  |
| Schede bianche | Schede bianche                       | 14 067        | 1,22          |               |               |               |               |  |
| Schede nulle   | Schede nulle                         | 34 011        | 2,94          |               |               |               |               |  |
| Votanti        | Votanti                              | 1 155 198     | 61,67         |               |               |               |               |  |
| Elettori       | Elettori                             | 1 873 329     |               |               |               |               |               |  |

## Eletti

### Eletti maggioritario
| Collegio uninominale               | Eletto | Eletto          | Partito            |
| ---------------------------------- | ------ | --------------- | ------------------ |
| 1. Palermo - Resuttana-San Lorenzo |        | Steni Di Piazza | Movimento 5 Stelle |
| 2. Palermo - Bagheria              |        | Loredana Russo  | Movimento 5 Stelle |
| 3. Marsala                         |        | Franco Mollame  | Movimento 5 Stelle |
| 4. Agrigento                       |        | Rino Marinello  | Movimento 5 Stelle |
| 5. Gela                            |        | Pietro Lorefice | Movimento 5 Stelle |

1. ↑  In data 22.06.2022 aderisce al gruppo misto, non iscritti; in data 29.06.2022 al gruppo Insieme per il futuro - Centro Democratico.
2. ↑  In data 08.03.2021 aderisce al gruppo misto, non iscritti; in data 14.04.2021 al gruppo Lega per Salvini Premier-Partito Sardo d'Azione; in data 06.05.2022 torna nel gruppo misto non iscritti; in data 17.05.2022 aderisce alla componente «Italia al Centro (IDEA-Cambiamo!, Europeisti, Noi di Centro (Noi Campani))».

### Eletti proporzionale
| Movimento 5 Stelle                                                       | Forza Italia                    | Partito Democratico | Lega             | Liberi e Uguali |
| ------------------------------------------------------------------------ | ------------------------------- | ------------------- | ---------------- | --------------- |
|                                                                          |                                 |                     |                  |                 |
| Antonella Campagna Vincenzo Santangelo Cinzia Leone Fabrizio Trentacoste | Renato Schifani Urania Papatheu | Davide Faraone      | Giulia Bongiorno | Pietro Grasso   |

1. 1 2  In data 22.06.2022 aderisce al gruppo misto, non iscritti; in data 29.06.2022 al gruppo Insieme per il futuro - Centro Democratico.
2. ↑  In data 14.07.2022 aderisce al gruppo Insieme per il futuro - Centro Democratico.
3. ↑  In data 18.09.2019 aderisce al gruppo Italia Viva-P.S.I..